# Annie MacDonald Langstaff
Pour les articles homonymes, voir Langstaff.
Annie MacDonald Langstaff, née le 6 juin 1887 à Alexandria et morte le 29 juin 1975 à Montréal, est une juriste et féministe canadienne.
Elle est la première femme diplômée en droit de l’Université McGill de Montréal et du Québec. Reconnue pour son litige avec le Barreau du Québec qui lui refusait l’accès aux examens en 1915, elle consacre, par la suite, vingt-cinq années de sa vie à lutter pour cette cause. Ses efforts auront contribué à ouvrir aux femmes du Québec l'accès à la profession d’avocate. Grâce à ses efforts, les femmes sont admises au Barreau du Québec à partir de 1941.

## Situation personnelle

### Origine et formation
Née Annie MacDonald, le 6 juin 1887, à Alexandria, Glengarry County, en Ontario, elle fait ses études secondaires à la Prescott High School.
Elle entre à la faculté de droit de l’Université McGill en octobre 1911, intégrant de fait la première promotion féminine à accéder aux études de droit à Montréal. Elle réalise ses études de deuxième année en « Company Law » et ses études de troisième année en « Criminal Law ». En 1914, elle devient la première femme diplômée des facultés professionnelles de l’Université McGill et la première femme diplômée en droit du Québec. Elle arrive quatrième de promotion sur dix-huit et obtient son diplôme avec très grande distinction, ainsi qu'un prix de 25.00$. N'ayant pu effectuer le cours classique, toujours inaccessible aux femmes au moment de ses études, cela lui porta préjudice pour l'ensemble de sa carrière.

### Situation personnelle
En 1904, Annie MacDonald se marie avec Samuel Gilbert Langstaff. Le couple MacDonald-Langstaff obtient une séparation de biens et de corps, chose peu commune pour l’époque. De cette union naîtra une fille, dont Annie MacDonald Langstaff seule s’occupera de l'éducation.
En 1915, Annie MacDonald Langstaff déménage à Montréal avec sa fille. Émancipée et autonome, elle suivra des cours de pilotage durant son temps libre[réf. nécessaire].
Annie MacDonald Langstaff meurt à Montréal le 29 juin 1975.

## Carrière professionnelle

### Ses débuts
Annie MacDonald Langstaff a travaillé comme sténographe pour Samuel W. Jacobs, à la tête de la firme d'avocat Jacobs, Hall, Couture & Fitch. Samuel W. Jacobs était un avocat très respecté et un défenseur du droit juif.
En dépit de l'obtention de son diplôme de droit, on lui refuse l’accès au Barreau. Elle retourne alors travailler au cabinet de Samuel W. Jacobs comme parajuriste. Ce dernier, l'ayant également soutenu durant ses études, appuie ses démarches auprès du Barreau et devient même son avocat. Son combat a continué jusqu’à ce qu’elle gagne en 1941. Cependant, Annie MacDonald Langstaff ne sera jamais admise au Barreau.

### «L'affaire Langstaff»
Bien qu'elle ait obtenu son diplôme dans le groupe de tête de sa promotion, elle se voit refuser l’entrée à l’examen du Barreau en 1915. C’est alors qu’elle décide d'entamer une lutte pour l’accès des femmes à cet examen et, par conséquent, à la profession d’avocate.
Après ses études, elle demande une entrevue auprès du Barreau de Montréal. Celui-ci lui accorde une entrevue, mais refuse de la laisser passer l’examen sous prétexte qu’elle n’a pas l’autorisation de son mari. Même lorsque la séparation de biens et de corps était prononcée, les femmes étaient considérées soumises à l’autorité de leur mari. Or, Samuel Gilbert Langstaff ayant quitté le Canada et n’ayant pas laissé d’adresse, il lui était impossible d’obtenir sa signature. En janvier 1915, elle décide de déposer une demande à la Cour supérieure dans le but d’obtenir un mandamus qui obligerait le Barreau à lui octroyer le droit de passer les examens. Le 12 février 1915, le jugement est rendu. Le juge Henri-Césaire Saint-Pierre donne raison au Barreau, qui défendait que la loi d’incorporation de 1849 n’inclût pas les femmes et que seul le Parlement pourrait la modifier,. Le juge utilise comme argumentaire qu’une femme, encore moins une femme mariée, ne peut être avocate en raison de son sexe. Selon lui, la place de la femme en société est au foyer « où, en respect des lois de la nature, elle doit tenir le rôle d’épouse aimante ». Il souligne aussi que les sujets abordés en cour (sodomie, inceste, viol, grossesse, avortement, divorce, , etc.) ne peuvent être débattus par une femme, car cela constituerait une « violation de l’ordre public, des lois de la morale et de la décence ». Après ce refus, Annie Langstaff décide de faire porter le jugement en appel. La demande est rejetée le 2 novembre 1915, la Cour se basant sur le principe selon lequel les femmes « ont toujours été exclues de cette profession » et « qu’aucun changement dans la loi n’a été fait en ce sens jusqu’à maintenant au Québec ». Cependant, le juge Lavergne inscrit sa dissidence, considérant que la loi du barreau n’exclut pas explicitement les femmes. « L’affaire Langstaff » fait beaucoup de bruit et attire l’attention des médias, notamment l’hebdomadaire Le Pays, et soulève le débat dans l’opinion publique.

## Poursuite de son engagement

### Du juridique au politique
Au cours des années qui suivent, Annie Langstaff continuera de lutter pour que les femmes puissent avoir accès à la profession d’avocate. Dans ses démarches en vue de forcer la porte du Barreau, elle obtient l’appui de militantes féministes. Carrie Derick, alors professeure à l'Université McGill, et Marie Gérin-Lajoie organisent des rencontres publiques dans lesquelles elles adoptent une résolution d’appui à sa cause. Carrie Derick lance même une pétition en soutien à sa cause. Annie Langstaff fera de nombreuses démarches auprès de l’Assemblée législative du Québec afin d’obtenir un amendement à la loi du barreau, faisant prendre à cette affaire un tournant politique.

### Une cause féministe
La lutte d’Annie Landstaff s’inscrit dans un mouvement plus large de lutte pour l’accès des femmes à l’éducation supérieure. En effet, à la même époque, Le Conseil des femmes de Montréal (MLCW) et la Fédération nationale Saint-Jean-Baptiste (FNSJB) militent, entre autres, pour l’accès des femmes à l’éducation supérieure et aux professions, pour l’égalité juridique des femmes mariées et pour le suffrage féminin. Durant la première partie du XXe siècle, le féminisme se traduit par une critique de l’institution du mariage et du Code civil. Celui-ci dictait la subordination des femmes, soumises à l’autorité de leur mari, et leur impossibilité d’entreprendre des démarches dans plusieurs domaines sans l’autorisation de ce dernier. Accompagnée de la lutte pour l’accès à l’éducation supérieure, la réforme du Code civil constitue l’une des premières revendications féminines et ce sont ces revendications qui mobiliseront le plus de femmes au cours de la période 1900-1945.
D’abord, en vertu du Code civil, elle s’est vue interdire l’accès au Barreau sans l’autorisation de son mari. Bien qu’elle n'ait pas lutté activement pour une modification du Code civil dès le départ, son cas a pu servir à mettre en évidence la discrimination que ces lois infligeaient aux femmes québécoises. Lorsqu’elle a constaté que c’est sa subordination face à son mari qui l’empêchait d’accéder à son emploi, elle s’est tournée vers l’Assemblée afin de faire modifier ces lois discriminatoires. À cet égard, des féministes ont utilisé un vocabulaire percutant pour qualifier cette subordination. Marie Gérin-Lajoie parle de « joug », Idola Saint-Jean d’« esclavage » et Thérèse Casgrain d' « abus ». Ensuite, sa demande d’accès à la profession d’avocate s’insère dans les luttes féministes pour l’accès des femmes aux professions libérales, telles qu’entreprises par Le Conseil des femmes de Montréal et la Fédération nationale Saint-Jean-Baptiste (FNSJB). Marie Gérin-Lajoie et Carrie Derick étaient alors affiliées à ces organisations et ont apporté leurs supports à la cause de Mme MacDonald Langstaff. Par leur engagement, elles souhaitaient que « l’affaire Langstaff » dépasse le cadre privé et s’engage dans un débat de société, tout comme le débat féministe. Ce sont ces mouvements féministes qui mèneront à terme la lutte pour l’accès des femmes à la profession d’avocate. Par conséquent, Annie Langstaff apparaît comme une pionnière dans la lutte pour l'accès des femmes à la profession d'avocate, bien qu'elle ne se soit jamais qualifiée elle-même de féministe. « L’affaire Langstaff », en enflammant les débats dans l'opinion publique, aura constitué une base cruciale sur laquelle les féministes ont pu élaborer afin de défendre l'accès des femmes aux études supérieures et aux professions libérales.

## Postériorité
Après près de 25 années de lutte, les femmes auront finalement accès au Barreau du Québec en 1941. En 1942, les premières femmes, dont Élizabeth C. Monk, porte-parole de la Ligue des droits de la femme, deviendront avocates au Québec. De nos jours, les femmes constituent la majorité des diplômées en droit au Québec.
Au cours de sa vie, Annie Langstaff rédige plusieurs articles en droit de la famille qui seront publiés dans des revues féminines à grand tirage[Lesquelles ?]. Elle rédige également un dictionnaire de droit bilingue (anglais-français) en 1937. Elle restera tout de même active dans le domaine juridique jusqu’à l’âge de 78 ans. Son style de vie atypique pour l’époque continuera de choquer grandement.
Le 7 septembre 2007, à titre posthume, elle se voit décerner la Médaille du Barreau de Montréal en reconnaissance de ses accomplissements.

## Reconnaissance
- Médaille du Barreau de Montréal, 7 septembre 2006